# Piaractus mesopotamicus
El pacú blanco (Piaractus mesopotamicus) también llamado gambitana, morocoto, cachama blanca, o mbiraí pitaí 
es un pez de agua dulce de la familia Serrasalmidae (subfamilia Colossominae), nativo de la cuenca de los ríos Paraguay y Paraná.
Es robusto, de forma ovoide, y lateralmente aplanado. Alcanza los 45 cm de largo, y los 20 kg de peso. Sus escamas son grises o plateadas, con el vientre blanco y el pecho de color amarillo dorado. Presenta en los flancos salpicaduras negras, y las aletas son amarillas o anaranjadas, con un reborde negro.
Es omnívoro, alimentándose de crustáceos, insectos y vegetales. Prefiere ambientes subtropicales; hacia marzo remonta el río buscando zonas más cálidas, y vuelve a descender hacia octubre. Desova en verano, entre diciembre y enero.
Su carne es considerada como una de las más exquisitas de los peces de río.
Toda la Provincia de Entre Ríos en Argentina fue declarada zona de prohibición por tiempo indeterminado para la pesca deportiva y comercial del pacú mediante la resolución n.º 2234/84 DG, efectiva desde el 20 de octubre de 1984.